# Марлін (родовище)
Марлін — гігантське газонафтове родовище в Бразилії. 

## Характеристика
Розташоване на шельфі Бразилії у НГБ «Кампус». Доведені запаси — 270 млн т н. е. Основні пастки пов'язані з турбідітними пісками шельфового генезису.

## Марлін-Сул
Марлін-Сул — гігантське газонафтове родовище в Бразилії. Розташоване на шельфі Бразилії у НГБ «Кампус». Доведені запаси — 100 млн т н. е. Основні пастки пов'язані з турбідітними пісками шельфового генезису.